# Yoasobi 2023–2024 Asia Tour
Die Yoasobi 2023–2024 Asia Tour war eine Konzertreise des japanischen Popmusikduos Yoasobi. Sie war nach der „Denkosekka Arena Tour“ die zweite Konzertreise des Duos überhaupt und zugleich deren erste internationale Musiktournee.
Die Tour startete am 1. Dezember 2023 mit einem Auftritt auf der Hauptbühne des Clockenflap in Hongkong und endete nach acht Konzerten am 21. Januar 2024 mit der Show in Neu-Taipeh.
Sieben der acht Konzerte waren ausverkauft.

## Hintergrund
Die Tournee, unter anderem mit Konzerten in Hongkong, Taiwan, Südkorea und Malaysia, wurde am 19. September 2023 offiziell angekündigt. Diese lief vom 1. Dezember 2023 bis zum 21. Januar 2024. Die ersten beiden Konzerte der Musiktournee am 1. und 3. Dezember waren Festivalauftritte auf dem Clockenflap in Hongkong und dem Simple Life Festival in Taiwan.
Das Konzert im Tiger Dome auf dem Gelände der Korea University in Seoul war binnen einer Minute ausverkauft, woraufhin ein weiteres Konzert angekündigt wurde. Am 23. Oktober 2023 wurde der Veranstaltungsort des ersten Solo-Konzertes in Taiwan bekannt gegeben. Es fand im Zepp in Neu-Taipeh statt und war, wie die Konzerte in Südkorea binnen einer Minute ausverkauft.
Sozo, der Konzertpromoter der Tournee in Südostasien gab die genauen Veranstaltungsorte für die Auftritte des Duos in Kuala Lumpur und Singapur am 25. November 2023 bekannt und bestätigte zugleich ein weiteres Konzert in Jakarta, der Hauptstadt Indonesiens, wo die Musiker am 16. Januar 2024 im Istora Senayan auftraten. Der Ticketverkauf für die Konzerte in Indonesien, Malaysia und Singapur starteten am 1. Dezember 2023. Beim Bestellvorgang der Konzertkarten für das Konzert in Singapur berichteten mehrere Käufer, dass es beim offiziellen Anbieter Ticketmaster zu einem Bug gekommen sei, der dazu führte, dass persönliche Informationen von Käufern anderen Nutzern des Shops beim Bezahlvorgang angezeigt wurden. Auch wurde berichtet, dass der Promoter Sozo in Zusammenarbeit mit Ticketmaster unautorisierte Kartenkäufe von Scalpern für das Konzert in Singapur zurückhalten konnte. Diese wurden ab dem 6. Dezember 2023 per Losverfahren an Interessenten zum Kauf angeboten, die in der regulären Verkaufsphase keine Eintrittskarte erwerben konnten.
Bei den Konzerten in Jakarta und Neu-Taipeh traten mehrere Pokémon, darunter Pikachu sowie Felori, Krokel und Kwaks während der Performance des Liedes Biri-Biri mit der Band auf.

## Kritische Wahrnehmung
Bryson Edward Howe vom Clash beschrieb den Auftritt des Duos beim Clockenflap als „anziehendes Abendmahl“, bei dem zahlreiche musikalische Einflüsse von Elektropop bis zum Atlanta Hip-Hop miteinander verwoben werden. JX Soo lobte die einwandfreie Produktion und die Performance der Musiker beim Festivalauftritt in Hongkong.
Nach den beiden Konzerten in Seoul gaben die Musiker eine Pressekonferenz, in welcher sie sich bei den Besuchern der Auftritte bedankten. Journalistin Jan Lee von The Straits Times bezeichnete den Auftritt der Gruppe in Singapur als eine „effiziente 90-minütige Party ohne große Pausen und randvoll mit guten Liedern“ und schrieb, dass das Konzert „bei der Performance von peppigen Songs eher einem Nachtclub-Rave als an ein Konzert erinnere.“

## Gespielte Lieder
Folgende Lieder wurden am 12. Januar 2024 in Singapur gespielt, repräsentiert aber nicht die Richtigkeit der Setlist in anderen Städten, die während der Tournee besucht wurden.
1. Yoru ni Kakeru †
2. Shukufuku †
3. Sangenshoku †
4. Seventeen †
5. Biri-Biri †
6. Mr. †
7. Yasashii Suisei †
8. Yūsha †
9. Mō Sukoshi Dake
10. Haruka
11. Halzion
12. Tabun †
13. Ano Yume o Nazotte
14. Kaibutsu †
15. Gunjō †
16. Adventure

Zugabe
1. Idol †

- Bei den Festivalauftritten und den Konzerten in Seoul wurde Biri-Biri vor Mr. gespielt.[19][20][21][22]
- Bei den Festivalauftritten wurde Yūsha zwischen Tabun und Kaibutsu gespielt.[19][20]
- Haruka wurde am ersten Konzerttag in Seoul gespielt; Halzion am Zweiten.[21][22]

## Konzertliste
| Nr. | Datum             | Stadt        | Land       | Veranstaltungsort                | Zuschauer      |
| --- | ----------------- | ------------ | ---------- | -------------------------------- | -------------- |
| 1.  | 01. Dezember 2023 | Hongkong     | Hongkong   | Central Harbourfront Event Space | 10.000         |
| 2.  | 03. Dezember 2023 | Taipeh       | Taiwan     | Huashan 1914 Creative Park       | 10.000         |
| 3.  | 16. Dezember 2023 | Seoul        | Südkorea   | Tiger Dome, Korea University     | 8.500 (gesamt) |
| 4.  | 17. Dezember 2023 | Seoul        | Südkorea   | Tiger Dome, Korea University     | 8.500 (gesamt) |
| 5.  | 11. Januar 2024   | Singapur     | Singapur   | Resorts World Ballroom           | 5.500          |
| 6.  | 14. Januar 2024   | Kuala Lumpur | Malaysia   | Zepp Kuala Lumpur                | –              |
| 7.  | 16. Januar 2024   | Jakarta      | Indonesien | Istora Senayan                   | 6.000          |
| 8.  | 21. Januar 2024   | Neu-Taipeh   | Taiwan     | Zepp New Taipeh                  | 2.000          |

## Mitwirkende
- Ayase – Keyboard, Synthesizer, Sampling
- Ikura – Gesang

Begleitband
- Zacro Misohagi – Keyboard
- AssH – E-Gitarre
- Hikaru Yamamoto – E-Bass
- Tatsuya Amano a – Schlagzeug
- Honogumo b – Schlagzeug